# Katarina Hribar
Katarina "Tuša" Hribar, slovenska telovadka, * 28. oktober 1913, Ljubljana, † 1962.
Katarina Hribar je za Kraljevino Jugoslavijo nastopila na Poletnih olimpijskih igrah 1936 v Berlinu, kjer je ekipno osvojila četrto mesto.